# Friedrich I của Thánh chế La Mã

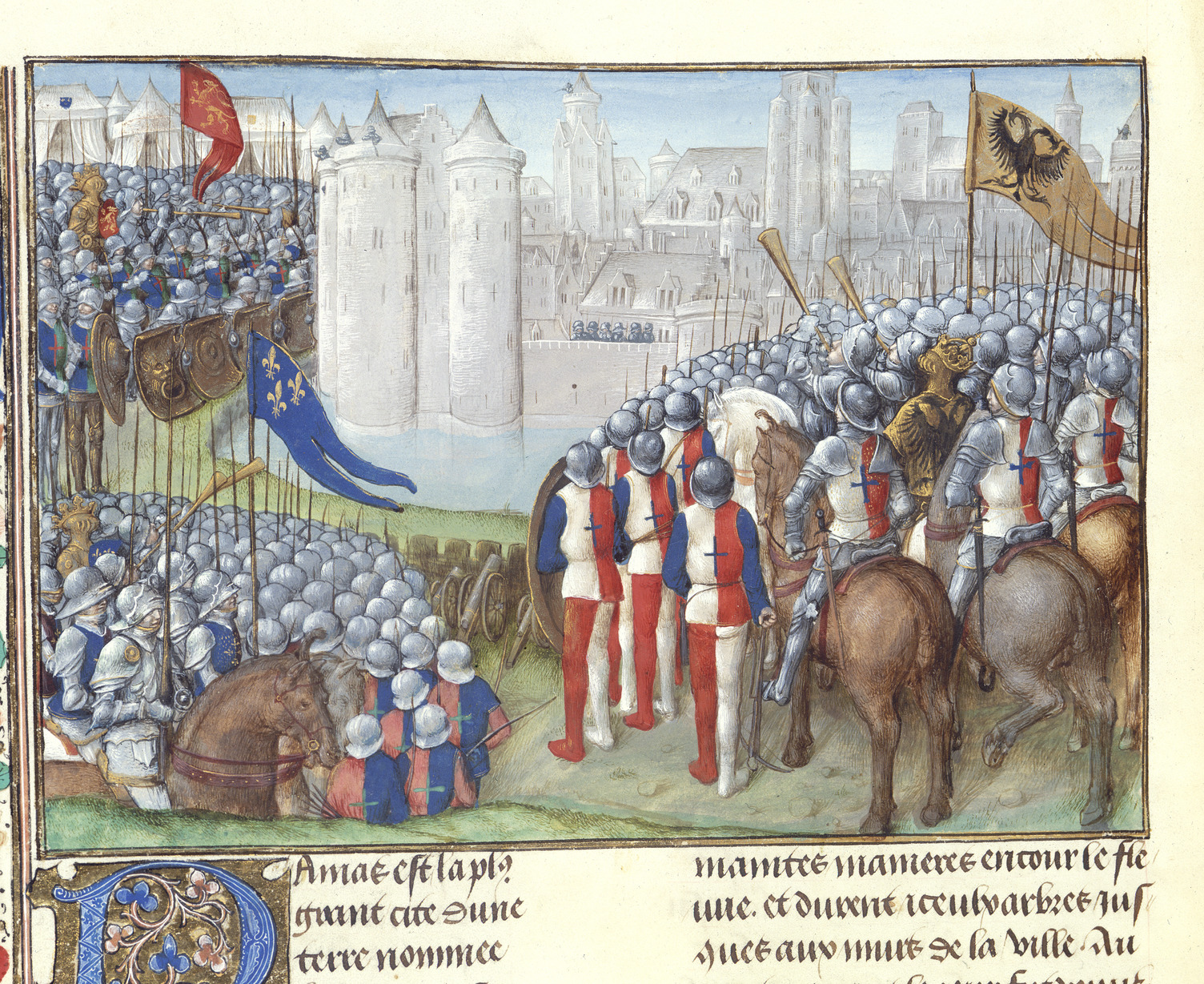
Quân thập tự chinh bao vây Damascus năm 1148

Friedrich I Barbarossa (1122 – 10 tháng 6 năm 1190) là Hoàng đế của Đế quốc La Mã Thần thánh từ năm 1155 cho đến khi băng hà. Ông được bầu làm vua nước Đức tại Frankfurt vào ngày 4 tháng 3 năm 1152 và lên ngôi tại Aachen ngày 9 tháng 3, lên ngôi vua nước Ý tại Pavia năm 1154, và cuối cùng được Giáo hoàng Ađrianô IV phong làm Hoàng đế La Mã vào ngày 18 tháng 6 năm 1155. Hai năm sau, tên gọi "thần thánh" (sacrum) mới xuất hiện lần đầu tiên trong một văn bản liên quan tới đế quốc của ông. Về sau, ông lên ngôi vua xứ Bourgogne tại Arles ngày 30 tháng 6 năm 1178. Người ta gọi ông là Barbarossa (có nguồn gốc từ tiếng Ý nghĩa là "râu đỏ", từ các thành phố miền bắc Ý nơi ông cố gắng áp đặt nền của cai trị của mình), do ông có bộ râu màu đỏ và dài. Trong tiếng Đức, ông được gọi là Kaiser Rotbart, với ý nghĩa tương tự.
Trước khi lên ngôi, ông lãnh quyền thừa kế Công quốc Schwaben (1147 – 1152, với danh hiệu Friedrich II). Ông là con trai của Friedrich II, Quận công xứ Schwaben, thuộc dòng dõi nhà Hohenstaufen. Mẹ ông là Quận chúa Judith xứ Bayern, con gái của Quận công Heinrich IX xứ Bayern, thuộc nhà Welfen đối nghịch, và như vậy ông xuất thân từ hai gia đình thế lực nhất nước Đức, khiến cho ông trở thành lựa chọn khả dĩ với các vị Tuyển hầu tước Đức. Do chế độ phong kiến phân quyền nên vương quyền tại Đức rất mềm mỏng và trong thời gian trị vì của mình, Barbarossa chú trọng đến tình hình Ý. Năm 1154, ông phát động một chiến dịch quân sự ở Ý và phục ngôi cho Giáo hoàng Êugêniô III. Sau khi trở về Đức, ông thực hiện chính sách xoa dịu nhằm loại trừ các đối thủ tiềm ẩn của mình. Sau đó, ông chinh chiến tại Ý bốn lần nữa và thu được những kết quả lẫn lộn. Trở về Đức sau thất bại của chiến dịch Ý lần thứ năm vào năm 1177, ông trả đũa em họ mình là Heinrich Sư tử, một lãnh chúa có thế lực đã không hỗ trợ ông trong các cuộc chiến ở Ý, bằng việc tước đoạt các lãnh địa của ông này. Song vị hoàng đế không thể thống nhất nước Đức thành một quốc gia tập quyền như Anh.
Ngoài ra, ông cũng giành thắng lợi trong một số chiến dịch quân sự ở Böhmen, Ba Lan, Hungary. Năm 1189, vị hoàng đế cùng các vua Anh và Pháp tiến hành cuộc thập tự chinh thứ ba nhằm giành lại vùng Đất Thánh từ tay người Hồi giáo. Sau khi kéo quân qua lãnh thổ Hy Lạp với sự cho phép của Hoàng đế Đông La Mã với sự cho phép, ông tiến vào Tiểu Á và đập tan quân Thổ Seljuk trong một trận đánh lớn ở Konja. Nhưng rồi, ông bị chết đuối khi vượt sông Salelph ở miền Nam Thổ Nhĩ Kỳ ngày nay. Friedrich được đánh giá là vị hoàng đế vĩ đại nhất của triều Hohenstaufen, một lãnh đạo chính trị sắc sảo và thực dụng và là một nhà cai trị có tài, đồng thời là một viên tướng thao lược. Ông được thần dân mến mộ đến mức mà trong vòng nhiều năm sau khi ông băng hà, những người nông dân không tin là ông đã mất, mà đang ngủ trong hang động trên một ngọn núi ở Đức, với dũng sĩ hầu cận xung quanh ông. Về sau, truyền thuyết về Barbarossa đã trở nên gắn bó với chủ nghĩa dân tộc Đức vào thế kỷ 19.

## Thời trẻ
Friedrich chào đời năm 1122, năm 1147 ông trở thành Quận công xứ Schwaben, rồi chỉ một thời gian ngắn sau, tháp tùng chú của mình là vua Konrad III của Đức, tiến hành cuộc Thập tự chinh thứ hai. Cuộc thập tự chinh thất bại thảm hại, nhưng Friedrich lại nổi bật lên, và giành được sự tin tưởng tuyệt đối từ người chú của mình. Khi vua Konrad qua đời vào tháng 2 năm 1152, chỉ có Friedrich và Giám mục Bamberg có mặt tại giường bệnh của ông, và chứng thực rằng Konrad trao vương hiệu lại cho Friedrich, để nối nghiệp mình. Friedrich Barbarossa theo đuổi ngai vàng một cách đầy nhiệt tình, và tới ngày 4 tháng 3, các Tuyển hầu tước bầu ông làm Vua La Mã Đức. Ông lên ngôi tại Aachen vài ngày sau, khi đó ông 28 tuổi. Khi đó, có sự phân biệt giữa việc được chọn lên làm "vua người La Mã", nhưng lên ngôi tại Đức, và với việc đăng quang tại Rôma, và chính thức nhận đế hiệu. Ông nhận vương miện Hoàng đế Đế quốc La Mã thần thánh từ Giáo hoàng, tại Rôma ngày 18 tháng 6 năm 1155. Friedrich I là người nhà Hohenstaufen theo phía cha, và là người nhà Welf theo phía mẹ, tức là hai dòng họ hùng mạnh nhất nước Đức khi đó. 

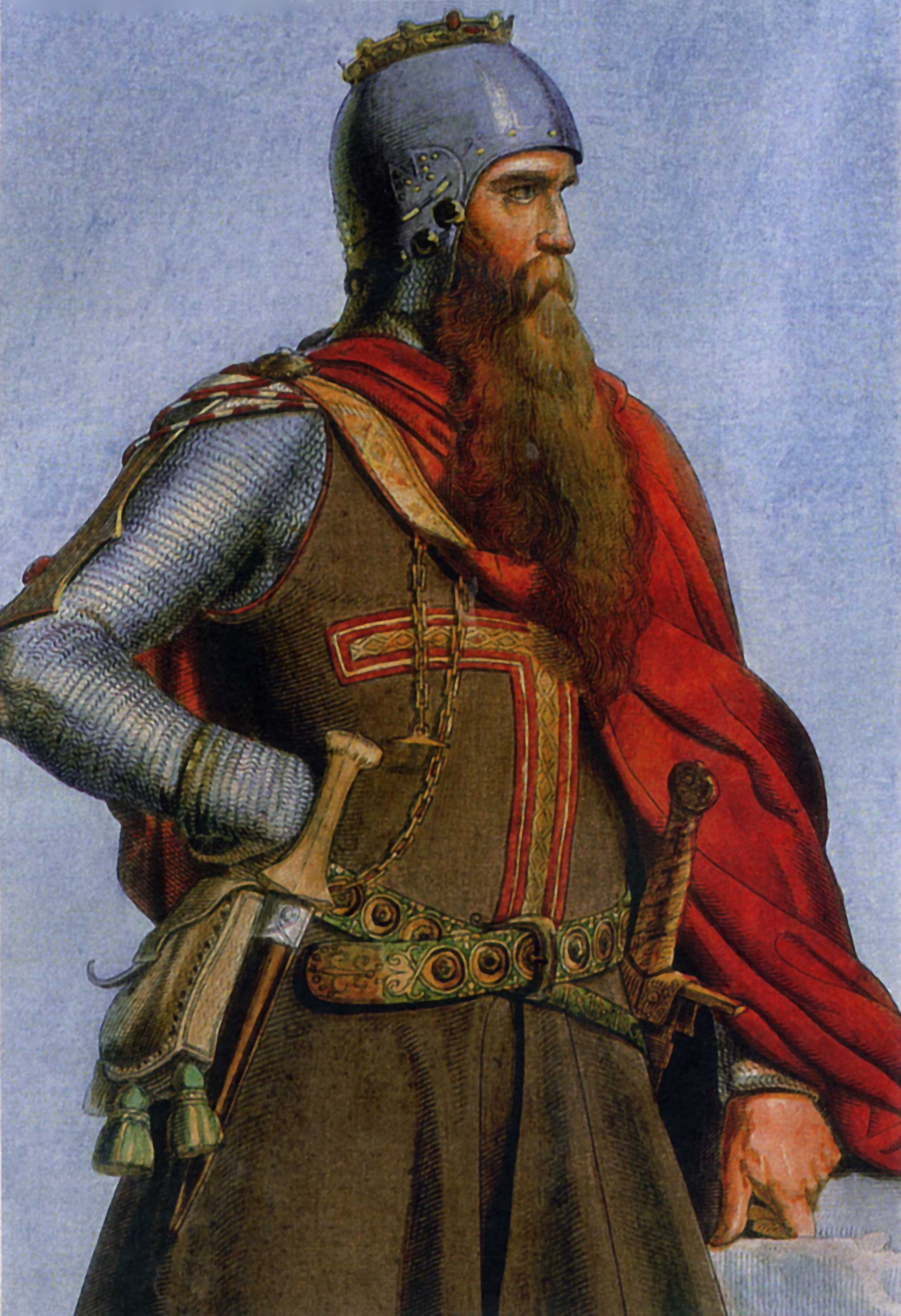
Friedrich I. Barbarossa

Lúc đó vương quyền rất yếu, vua không có thực quyền. Nhà vua được các công vương bầu lên, nhưng chỉ cai quản lãnh địa riêng của mình, và không thực sự có quyền gì trên các phần khác của vương quốc. Vương miện hoàng đế được truyền từ dòng họ này sang dòng họ khác, để ngăn ngừa một dòng họ nào chiếm lấy làm của riêng mình. Khi Friedrich I Hohenstaufen lên ngôi vua năm 1152, vương quyền thực tế đã vô chủ trong 25 năm, và ở một chừng mực nào đó là hơn 80 năm. Tài lực khi đó tập trung chủ yếu ở các thành phố giàu có miền bắc Ý, nơi chừng nào theo danh nghĩa vẫn thuộc về hoàng đế Đức Dòng dõi Salia chấm dứt khi vua Heinrich V từ trần năm 1125. Các thân vương Đức không chịu trao vương miện cho cháu vua là quận công Schwaben, vì sợ rằng ông này sẽ tập trung vương quyền của Heinrich V. Thay vào đó, họ chọn Lothiar (1125 - 1137), ông này vướng vào vòng tranh chấp với nhà Hohenstaufen, và thông gia với nhà Welf. Một người của nhà Hohenstaufen giành được ngai vàng là Konrad III (1137 - 1152), và khi Friedrich Barbarossa kế nhiệm chú mình, ông có cơ hội tốt để chấm dứt sự xung khắc giữa hai nhà, vì ông xuất thân từ cả hai nhà. Nhưng quận công Welf xứ Sachsen là Heinrich Sư tử không hài lòng. Ông tiếp tục coi dòng vua Hohenstaufen là địch thủ. Barbarossa có các lãnh địa Schwaben và Franken, có cá tính mạnh mẽ, nhưng cũng chỉ có thế, để xây dựng nên đế quốc của mình.
Nước Đức mà Friedrich muốn thống nhất khi đó là một tập hợp chắp vá gồm hơn 1.600 tiểu quốc, mỗi tiểu quốc cai trị bởi một ông hoàng. Một vài tiểu quốc như Bayern và Sachsen tương đối lớn, đa phần còn lại nhỏ đến mức khó mà chỉ ra được trên bản đồ. Danh vị dành cho vua Đức khi đó là "Caesar", "Augustus" và "hoàng đế người La Mã". Lúc Friedrich đăng quang, các danh tước đó chỉ còn là hư danh Friedrich là một người thực tế, ông đối tiếp các vương hầu Đức trên cơ sở hai bên cùng có lợi. Không giống như Henry II của Anh, Friedrich không tìm cách chấm dứt chế độ phong kiến Trung Cổ, mà tìm cách hồi phục nó, nhưng điều này vượt quá khả năng của ông. Những phe phái lớn nhất trong cuộc nội chiến tranh giành ảnh hưởng tại Đức là Giáo hoàng, Hoàng đế, phe Ghibellini - tức nhà Hohenstaufen, và phe Guelfo - tức nhà Welf. Không phe nào trong số đó nổi trội hẳn lên được.

## Trỗi dậy

Gia huy nhà Hohenstaufen

Mong muốn khôi phục Đế quốc trở lại kỷ nguyên hoàng kim dưới thời các đại đế Karl và Otto I, vị tân hoàng đế nhận rõ rằng tái lập trật tự tại Đức là điều kiện tiên quyết để thiết lập vương quyền trên đất Ý. Bằng cách ra các chỉ dụ hòa bình, ông ban cho giới quý tộc nhiều nhân nhượng rộng rãi. Đối ngoại, Friedrich I can thiệp vào cuộc nội chiến tại Đan Mạch và bắt đầu đàm phán với Hoàng đế Đông La Mã là Manuel I Comnenus. Có lẽ cũng thời gian này, ông được phép của Giáo hoàng hủy bỏ cuộc hôn nhân của ông với Adelheid xứ Vohburg, với lý do họ hàng gần (ông tổ 5 đời của ông là anh trai của bà tổ 5 đời của Adelheid). Ông tiếp đó cố gắng tiến hành một cuộc hôn nhân với triều đình Constantinopolis, nhưng không thành công. Khi lên ngôi, ông báo tin cho Giáo hoàng Êugêniô III, nhưng sao lãng không yêu cầu Giáo hoàng chuẩn y. Tháng 3 năm 1153, Friedrich ký kết hiệp ước với Giáo hoàng, theo đó để đổi lại việc chấp thuận để ông lên ngôi, ông hứa sẽ bảo vệ Giáo hoàng, không chấp thuận hòa ước với vua Roger II xứ Sicilia hay các đối thủ khác của Giáo hội mà không có sự chấp thuận của Giáo hoàng, và giúp Giáo hoàng duy trì kiểm soát kinh thành Rôma.

## Cai trị và chiến tranh ở Ý
Friedrich Barbarossa tiến hành sáu cuộc chinh phạt vào Ý. Cuộc chinh phạt đầu tiên, ông được trao vương miện Hoàng đế Đế quốc La Mã thần thánh tại Rôma bởi Giáo hoàng Ađrianô IV, sau việc quân đội Hoàng gia đàn áp lực lượng nổi dậy công xã, theo chủ nghĩa cộng hòa, lãnh đạo bởi Arnold của Brescia. Trong chiến dịch năm 1155 tại Rôma, Friedrich nhanh chóng liên minh với Giáo hoàng Ađrianô IV để giành lại thành phố. Lực lượng chống đối chủ yếu theo Arnold của Brescia, ông này vốn theo học với nhà thần học Peter Abelard. Arnold bị bắt, bị treo cổ với tội phản nghịch và bạo loạn.

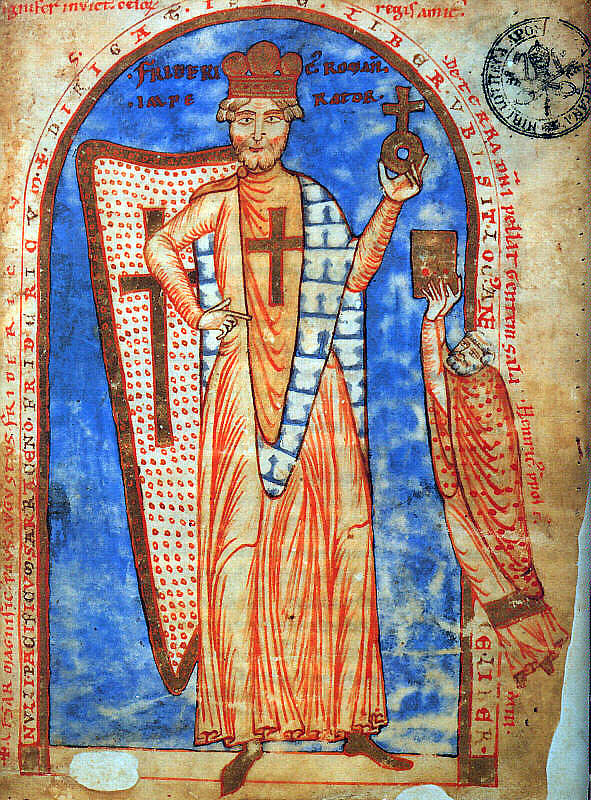
Friedrich Barbarossa trong một cuốn biên niên sử ở thế kỷ 13

Friedrich Barbarossa rời nước Ý vào mùa thu năm 1155 để chuẩn bị cho một cuộc viễn chinh mới và còn gay go hơn nữa.
Tình hình hỗn loạn lúc đó lan tràn tại Đức, đặc biệt là tại xứ Bayern, nhưng hòa bình đã được vãn hồi bởi các hoạt động mạnh mẽ, nhưng có tính xoa dịu của Friedrich. Đất quận công Bayern được chuyển từ tay bá tước Áo là Heinrich II Jasomirgott, cho người bà con đáng gờm của Friedrich là Heinrich Sư tử, quận công xứ Sachsen, thuộc nhà Guelph, cha ông này vốn kiểm soát cả hai vùng. Heinrich II Jasomirgott được phong làm quận công Áo, để bù lại việc mất Bayern. Với chính sách thỏa hiệp với các lực lượng chính của các thân vương Đức và chấm dứt nội chiến trong vương quốc, Friedrich ve vãn Henry của Áo bằng cách ban cho Henry chỉ dụ Privilegium Minus, phong Henry từ bá tước thành quận công Áo, việc chưa từng xảy ra. Đây được xem là cột mốc quan trọng, đánh dấu việc tách Áo khỏi Bayern, mở đầu cho việc thành lập nước Áo độc lập. Đây cũng là một sự nhân nhượng lớn từ phía Friedrich, vì ông hiểu rằng ông phải hòa giải với Heinrich Sư tử, thậm chí phải chia sẻ quyền lực nếu cần. Ông không thể ra mặt đối đầu với Heinrich ngay được. Ngày 9 tháng 6 năm 1156 tại Würzburg, Friedrich cưới Béatrice I, quận chúa Bourgogne, con gái và là người thừa kế của bá tước Renaud III xứ Bourgogne, và như vậy thêm vào lãnh địa của mình vùng đất rộng lớn Bourgogne.
Tháng 6 năm 1158, Friedrich tiến hành cuộc viễn chinh Ý lần thứ hai, được hỗ trợ bởi Heinrich Sư tử và quân Sachsen của ông ta. Kết quả của cuộc viễn chinh là ông thiết lập các tướng lãnh Hoàng gia tại các thành phố bắc Ý, thành Milano nổi dậy và bị chinh phục, và ông bắt đầu cuộc đấu tranh dai dẳng với Giáo hoàng Alexanđê III. Để đối lại việc ông bị rút phép thông công bởi Giáo hoàng năm 1160, Friedrich tuyên bố ủng hộ địch thủ của Giáo hoàng là Victor IV (1159-1164). Friedrich muốn triệu tập một hội đồng cùng với vua Louis của Pháp năm 1162 để quyết định ai sẽ là Giáo hoàng. Vua Louis đã đến gần nơi diễn ra hội nghị, thì biết rằng Friedrich đã dồn phiếu chống Giáo hoàng Alexanđê III, nên vua Louis quyết định không đến nữa. Kết quả là vấn đề này không được giải quyết xong khi đó.

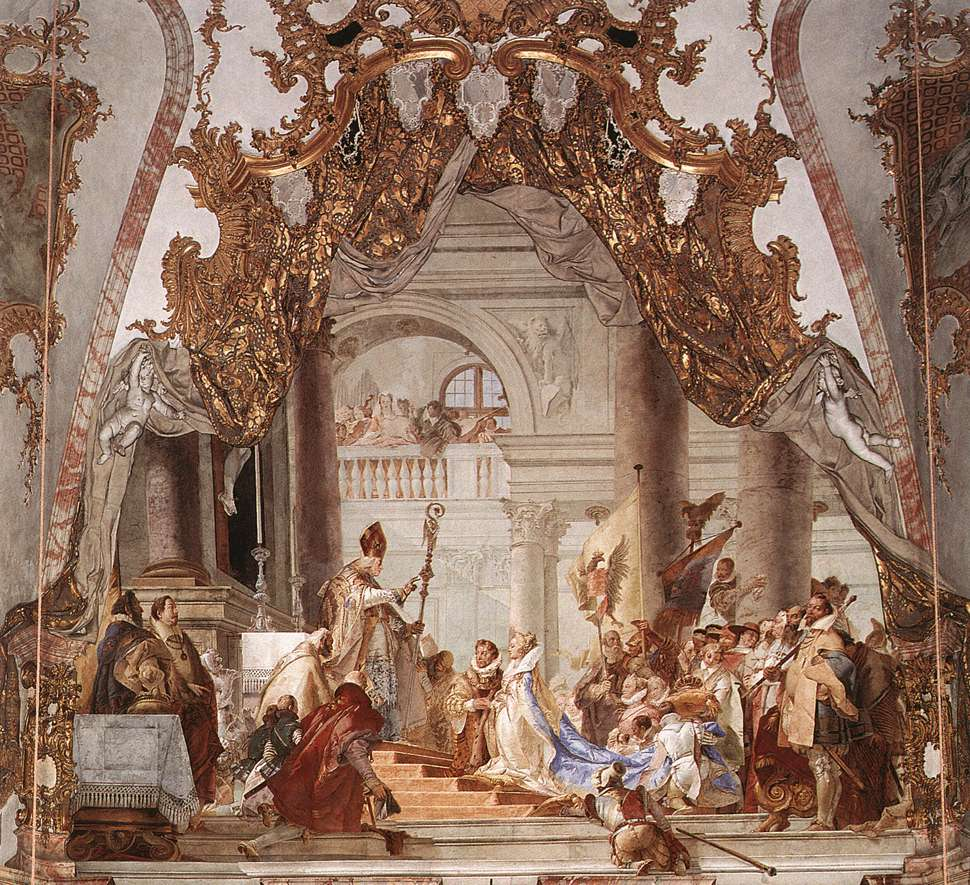
Lễ cưới giữa Friedrich và Béatrice xứ Bourgogne

Sự tranh chấp giữa ông và Giáo hoàng Alexanđê dẫn đến kết quả là vương quốc Sicilia của các vương tôn người Normandie và Giáo hoàng thành lập một liên minh chống lại Friedrich. Trở về Đức vào cuối năm 1162, Friedrich ngăn ngừa sự leo thang xung đột giữa Heinrich Sư tử xứ Sachsen và một số các vương hầu lân bang, những người ngày càng tỏ ra lo ngại trước sự bành trướng thế lực, ảnh hưởng và lãnh thổ của Heinrich. Ông cũng trừng phạt dân chúng thành Mainz một cách khắc nghiệt vì tội nổi loạn chống lại Tổng giám mục Arnold. Trong cuộc viễn hành tới Ý năm 1163, kế hoạch chinh phục Sicilia của ông đổ vỡ vì một liên minh hùng mạnh đã thành lập để chống lại ông, nguyên nhân chính là để phản kháng lại việc đóng thuế cho vương quyền.
Friedrich sau đó quay sang tái lập hòa bình cho vùng Rheinland, nơi ông tổ chức một đại tiệc mừng lễ phong thánh cho Karl Đại đế tại Aachen. Tháng 10 năm 1166, ông lại tiến vào Ý để hỗ trợ cho Giáo hoàng đối lập Pascalê IIII, và để đăng quang cho vợ ông là Béatrice là hoàng hậu của Thánh chế La Mã. Lần này, Heinrich Sư tử từ chối không đi Ý cùng ông, thay vào đó tập trung vào cuộc tranh giành với các lân bang và bành trướng vào lãnh thổ của người Slavơ ở đông bắc Đức. Quân của Friedrich đánh bại quân Rôma trong trận Monte Porzio, nhưng chiến dịch này phải ngưng lại vì bệnh dịch bùng phát, đe dọa tiêu hủy quân đội Hoàng gia, khiến ông phải chạy về Đức và ở lại đó trong 6 năm tiếp đó. Trong thời gian này, Friedrich phải ra các phán quyết phân định các lãnh địa giám mục thuộc về ai, áp đặt vương quyền lên các xứ Böhmen, Ba Lan, Hungary, thiết lập quan hệ hữu hảo với hoàng đế Đông La Mã là Manuel I Comnenus, và cải thiện mối liên lạc giữa các đối thủ Henry II của Anh và Louis VII của Pháp. Nhiều bá tước xứ Schwaben, bao gồm cả người bà con của ông là vị Quận công xứ Schwaben trẻ tuổi, Friedrich IV, chết năm 1167, khiến ông có thể tập trung các vùng đất này thành lãnh địa Quận công Schwaben, đặt dưới tay ông. Đứa con nhỏ của ông, Friedrich V, trở thành tân Quận công Schwaben.

## Những năm cuối đời
Năm 1174, vua Friedrich Barbarossa tiến hành cuộc viễn chinh Ý lần thứ năm, nhưng bị Liên minh Lombard (Societas Lombardiæ et Romandiolæ et Marchiæ), giờ có thêm Venezia, Sicilia và Constantinopolis, theo phe Giáo hoàng chống lại. Các thành phố miền bắc Ý đã trở nên hết sức thịnh vượng nhờ thương mại, và đại diện cho một bước ngoặt trong bước chuyển từ trật tự phong kiến Trung Cổ. Khi Friedrich Barbarossa bị liên minh các thành phố bắc Ý đánh bại, cả châu Âu bị sốc vì không tưởng tượng được việc đó có thể xảy ra.
Cùng việc Heinrich Sư tử từ chối đưa viện quân vào Ý, cuộc viễn chinh thất bại thảm hại. Friedrich Barbarossa có thể hành binh vượt miền bắc Ý, chiếm Rôma, và đưa Giáo hoàng đối lập Pascalê III lên ngôi, nhưng người Lombard nổi dậy ở sau lưng ông, trong khi bệnh dịch làm quân đội của ông bị suy yếu nghiêm trọng. Friedrich tiếp đó bị đánh bại trong trận Legnano gần Milano ngày 29 tháng 5 năm 1176. Ông bị thương, và có lúc người ta tưởng là ông đã chết. Trận chiến này là bước ngoặt trong cuộc đấu tranh giành quyền làm chủ đế quốc của ông. Ông không có lựa chọn nào khác ngoài việc phải thương lượng với Giáo hoàng Alexanđê III và Liên minh Lombard. Theo hòa ước Anagni 1176, Friedrich công nhận Alexanđê III là Giáo hoàng, và với hiệp ước Venezia 1177, Friedrich và Giáo hoàng Alexanđê III chính thức hòa giải. Friedrich phải chịu khuất phục trước Giáo hoàng tại Venezia. Ông công nhận quyền lực của Giáo hoàng tại Quốc gia Giáo hoàng (tức Rôma và vùng phụ cận), đổi lại Giáo hoàng Alexanđê III thừa nhận quyền chủ tể của Hoàng đế với Giáo hội Đế quốc. Cũng theo hòa ước Venezia, hòa bình được thiết lập với Liên minh Lombard từ tháng 8 năm 1178. Tiếp đó, hòa bình vĩnh viễn được thiết lập với hòa ước Constance, Friedrich thừa nhận quyền của các thành phố này được tự bầu thị trưởng thành phố. Như vậy Friedrich giành lại quyền cai trị trên danh nghĩa trên đất Ý, đó là cách chủ yếu mà ông áp đặt sức ép lên Giáo hoàng

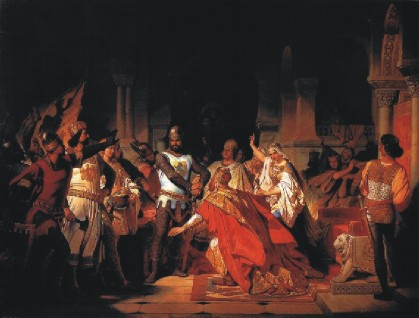
Barbarossa và Heinrich Sư tử

Friedrich Barbarossa không tha thứ cho Heinrich Sư tử vì việc không đưa quân đến hỗ trợ cho ông trong chiến dịch năm 1174. Tới năm 1180, Heinrich đã thành công trong việc thiết lập một công quốc hùng mạnh và liên tục, gồm Sachsen, Bayern và nhiều lãnh thổ rộng lớn ở miền đông và bắc Đức. Lợi dụng sự thù địch của nhiều công vương Đức với Heinrich, Friedrich Barbarossa xử vắng mặt Heinrich trong một phiên tòa chủ tọa gồm nhiều giám mục và công vương Đức năm 1180, tuyên bố rằng luật đế quốc có hiệu lực hơn luật cổ truyền Đức, xử phạt Heinrich bằng cách tước bỏ đất đai của ông này, và đặt ông này ra ngoài vòng pháp luật.
Tiếp đó, ông đưa quân đội Đế quốc tiến đánh Sachsen. Heinrich bị các đồng minh bỏ rơi, và cuối cùng Heinrich phải chấp nhận đầu hàng vào tháng 11 năm 1181. Heinrich phải chịu lưu vong trong 3 năm tại triều đình cha vợ mình là Henry II của Anh tại Normandy, trước khi được phép trở lại Đức. Heinrich sống những ngày cuối đời mình tại Đức với danh vị Quận công Brunswick trong một lãnh thổ nhỏ hẹp hơn rất nhiều. Khát vọng báo thù của Friedrich như vậy đã hoàn tất, Heinrich Sư tử giờ sống một cuộc đời bình lặng, bảo trợ nghệ thuật và kiến trúc.
Dù đã hạ bệ được Heinrich Sư tử, Friedrich không thể nào du nhập được hệ thống phong kiến tập quyền kiểu Anh vào Đức được. Ông phải đối diện với thực trạng hỗn loạn tại các tiểu quốc Đức, với nội chiến diễn ra liên miên giữa các công vương giành giật ngôi vị và đất đai. Sự thống nhất nước Ý dưới quyền lãnh đạo của hoàng đế Đức cũng chỉ là hư danh. Dù rằng đã tuyên bố quyền bá chủ của hoàng đế Đức, nhưng thực quyền trên đất Ý nằm trong tay Giáo hoàng. Trở về Đức sau thất bại tại bắc Ý, Friedrich phải ngậm bồ hòn làm ngọt, hoàn toàn kiệt lực. Các công vương Đức, thay vì phục tùng dưới trướng hoàng đế, lại thu thập của cải, quyền lực, củng cố thế lực của mình. Bắt đầu xuất hiện khuynh hướng trong xã hội nhằm "thiết lập nước Đại Đức" bằng cách chinh phục người Slavơ ở phía đông.

## Thập tự chinh và cái chết

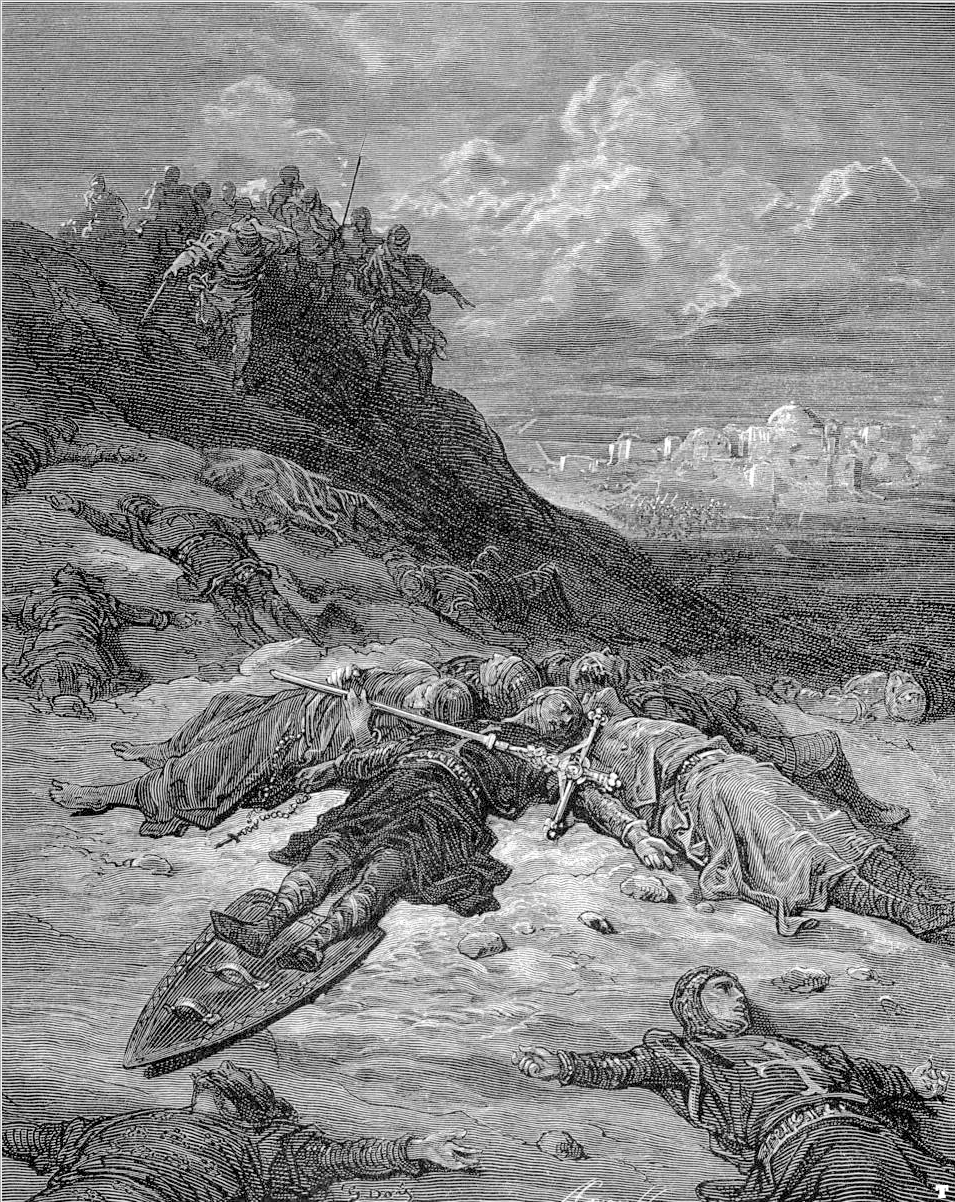
"Cái chết của Hoàng đế Friedrich I" do Gustav Dore vẽ

Hoàng đế Friedrich bắt tay vào chuẩn bị cho cuộc Thập tự chinh lần thứ ba (1189), một cuộc viễn chinh quy mô lớn với sự phối hợp của quân Pháp, dưới quyền chỉ huy của vua Philippe II và quân Anh dưới quyền chỉ huy của vua Richard I. Ông tổ chức một đạo quân lớn với 100.000 người (bao gồm 20 ngàn hiệp sĩ) và hành tiến bằng đường bộ đến Đất Thánh. Tuy nhiên, một số sử gia tin rằng đây là con số phóng đại, và lực lượng viễn chinh thực tế chỉ khoảng 15 ngàn chiến binh, với khoảng 3 ngàn hiệp sĩ.
Thập tự quân vượt qua các Vương quốc Hungary, Serbia và Bulgaria rồi tiến vào lãnh thổ Đông La Mã, đến Constantinopolis vào mùa thu năm 1189. Khi họ đến Hungary, Barbarossa thân hành mời một hoàng thân Hungary là Géza, em trai vua Béla III của Hungary tham gia cuộc Thập tự chinh, vì vậy 2.000 quân Hungary dưới sự chỉ huy của hoàng thân Géza hợp binh với quân Đức. Quân Tây Âu tiến sâu vào nội địa Tiểu Á (nơi họ giành thắng lợi và hạ được các thành Aksehir, Konya), rồi tiến vào vương quốc Cilicia của người Armenia. Cuộc tiến quân của cánh quân lớn này khiến cho Saladin và các thủ lĩnh Hồi giáo khác hết sức lo lắng, và họ bắt đầu hội binh để chặn quân của Barbarossa.
Tuy nhiên ngày 10 tháng 6 năm 1190, Hoàng đế Friedrich Barbarossa không may bị chết tại sông Saleph khi quân Đức đang tiến về Antioch từ Armenia; các sử gia Ả rập nói rằng đạo quân này đóng trại tại bờ sông, và hoàng đế ra bờ sông để tắm thì bị dòng sông chảy xiết cuốn đi, khiến ông bị chết đuối.
Cái chết của Hoàng đế Friedrich đã đẩy đạo quân của ông vào tình trạng hỗn loạn. Không có chỉ huy, rối loạn, bị quân Thổ tấn công tứ phía, rất nhiều binh sĩ Đức bỏ trốn, bị giết, thậm chí tự sát. Chỉ có chừng 5.000 quân, tức là một bộ phận nhỏ của lực lượng ban đầu đến được Acre. Con trai ông, quận công Friedrich VI xứ Schwaben, tiếp tục cuộc viễn chinh với những lực lượng còn sót lại của cánh quân Đức, cùng với quân Hungary của hoàng thân Géza. Họ muốn chôn hoàng đế tại Jerusalem, nhưng thi thể của ông không giữ được nguyên vẹn trong giấm, nên xác thịt của ông được chôn tại nhà thờ Thánh Phê-rô tại Antioch, xương cốt của ông được chôn tại thánh đường Týros, trái tim và nội tạng của ông tại Tarsus.
Cái chết bất ngờ của Friedrich khiến cho quyền lãnh đạo cuộc Thập tự chinh chỉ còn nằm trong tay các vị vua Philippe II của Pháp và Richard I của Anh, mà hai người này lại đối nghịch với nhau, dẫn đến việc lực lượng Thập tự chinh bị phân tán. Quân Pháp quay trở về, chỉ còn quân Anh tiếp tục đông tiến và giao chiến với Saladin, nhưng không thực hiện được mục tiêu ban đầu của người Thiên chúa là chiếm lại Jerusalem và Đất Thánh.

## Trong văn hóa

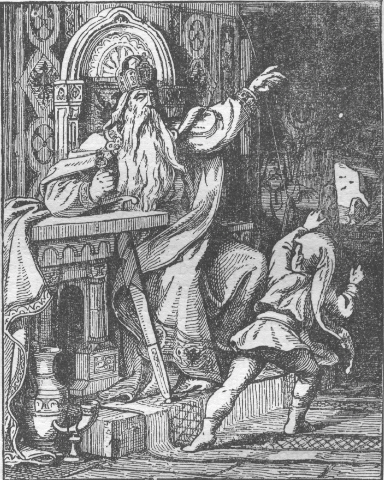
Friedrich phái tiểu đồng ra xem bầy quạ có còn bay lượn không

Đương thời, Barbarossa là vị quân vương được kính nể nhất trong thế giới Ki-tô giáo phương Tây. Ông được thần dân yêu mến đến mức người ta truyền tụng rằng: "Nước Đức và Friedrich Barbarossa là một thứ nằm trong những con tim người Đức". Ông trở thành là trung tâm của rất nhiều huyền thoại, trong đó có truyền thuyết về vị vua ngự trong núi, giống như truyền thuyết cổ hơn của nước Anh về vua Arthur và Bendigeidfrân. Truyền thuyết kể rằng ông không chết, mà ngủ trong một hang động tại vùng núi Kyffhäuser tại Thüringen, hay đỉnh Untersberg ở Bayern, Đức, cùng với các hiệp sĩ của mình, và rằng bầy quạ sẽ ngừng bay xung quanh núi một khi ông thức giấc, và đưa nước Đức trở lại thời kỳ hoàng kim như xưa cũ. Theo truyền thuyết này, bộ râu đỏ của ông mọc dài tới cái bàn mà ông ngồi. Đôi mắt của ông lim dim như đang ngủ, nhưng thi thoảng ông lại phẩy tay, sai chú tiểu đồng ra xem bầy quạ đã ngưng bay chưa. Một thuyết tương tự, bối cảnh tại Sicilia, được gán cho cháu nội ông là Friedrich II, Hoàng đế Đế quốc La Mã thần thánh.
Một huyền thoại khác kể rằng khi Friedrich Barbarossa chuẩn bị đánh chiếm thành Milano năm 1158, vợ ông là hoàng hậu Béatrice bị người Milano bắt giữ, và bị dong qua thành phố trên lưng lừa để biêu riếu. Theo nguồn này, để rửa hận, ông buộc giới chức thành này phải dùng răng để lấy hạt quả sung từ hậu môn một con lừa Một nguồn khác thì cho rằng ông buộc tất cả đàn ông trong thành phố phải ngậm phân lừa. Người ta nói rằng hình phạt này là nguồn gốc của động tác sỉ nhục đặt ngón cái giữa ngón trỏ và ngón giữa, với bàn tay nắm chặt.
Friedrich Barbarossa được nhìn nhận là một trong những vị vua vĩ đại nhất trong lịch sử Đức. Vào thế kỷ 19, thế kỷ mà nước Đức được thống nhất, ông được chủ nghĩa dân tộc Đức đề cao như một vị anh hùng dân tộc, một trong những người đầu tiên đã chiến đấu vì lý tưởng dân tộc. Truyền thuyết về Barbarossa ngủ trong hang chờ đợi sự hồi sinh của Đức, cùng với câu chuyện về Hermann, đã thúc đẩy sự tôn sùng đối với Wilhelm I, vị hoàng đế đầu tiên của một nước Đức thống nhất, và điều này được thể hiện qua các minh họa trong sách vở thời đó và những bích họa Goslar của Wislicenus. Đặc biệt, để thu thập sự ủng hộ về chính trị, Nhà nước Đế quốc Đức đã cho xây dựng đài kỷ niệm Kyffhäuser trên đỉnh núi Kyffhäuser, với ngụ ý ca ngợi Wilhelm I là hậu thân của Friedrich I; lễ cung hiến năm 1896 được tổ chức trong ngày 18 tháng 6 với sự có mặt của Đức hoàng Wilhelm II, chính là ngày đăng quang của ông.
Trong thời kỳ Đức Quốc xã, Lãnh tụ Adolf Hitler đã tôn vinh Friedrich như một trong những tấm gương sáng của lịch sử đất nước. Trên tinh thần đó, khi quân đội Đức tấn công Liên bang Xô viết năm 1941, chiến dịch này đã dược đặt theo tên hiệu của ông là Chiến dịch Barbarossa.

## Con cái
1. Sophie (1161 – 1187), kết hôn với Bá tước William VI xứ Montferrat.
2. Beatrice (1162 – 1174). Bà được hứa hôn với vua xứ Sicilia William II nhưng qua đời trước khi kết hôn.
3. Friedrich V, Công tước xứ Schwaben (Pavia, 16 tháng 7 năm 1164 – 28 tháng 11 năm 1170).
4. Heinrich VI (Nijmegen, tháng 11 năm 1165 – Messina, 28 tháng 9 năm 1197), sau là Hoàng đế La Mã Thần thánh.
5. Conrad (Modigliana, tháng 2 năm 1167 – Acre, 20 tháng 1 năm 1191). Sau khi Công tước Friedrich V qua đời, ông trở thành Friedrich VI, Công tước xứ Schwaben.
6. Một công chúa (Gisela?) (tháng 10/tháng 11 năm 1168 – 1184).
7. Othon I, Bá tước xứ Bourgogne (tháng 6/tháng 7 năm 1170 – bị giết tại Besançon vào ngày 13 tháng 1 năm 1200).
8. Conrad II, Công tước xứ Schwaben và Rothenburg (tháng 2/tháng 3 năm 1172 – bị giết tại Durlach vào ngày 15 tháng 8 năm 1196).
9. Renaud (tháng 10/tháng 11 năm 1173 – chết khi còn bé).
10. William (tháng 6/tháng 7 1176 – chết khi còn bé).
11. Philipp xứ Schwaben (tháng 8 năm 1177 – bị giết tại Bamberg vào ngày 21 tháng 6 năm 1208), lên ngôi vua nước Đức vào năm 1198.
12. Agnes (1181 – 8 tháng 10 năm 1184). Bà được hứa hôn với vua Hungary Emeric nhưng qua đời trước khi kết hôn.

## Tổ phụ của Friedrich I
|  |                                                       |  |  |  |  |  |  |  |  |  |  |  |  |  |  |  |
|  | 16. Friedrich, Lãnh chúa Bá tước xứ Schwaben          |  |  |  |  |  |  |  |  |  |  |  |  |  |  |  |
|  |                                                       |  |  |  |  |  |  |  |  |  |  |  |  |  |  |  |
|  |                                                       |  |  |  |  |  |  |  |  |  |  |  |  |  |  |  |
|  | 8. Friedrich von Büren, Lãnh chúa Bá tước xứ Schwaben |  |  |  |  |  |  |  |  |  |  |  |  |  |  |  |
|  |                                                       |  |  |  |  |  |  |  |  |  |  |  |  |  |  |  |
|  |                                                       |  |  |  |  |  |  |  |  |  |  |  |  |  |  |  |
|  | 17. Adelheid vom Filsgau                              |  |  |  |  |  |  |  |  |  |  |  |  |  |  |  |
|  |                                                       |  |  |  |  |  |  |  |  |  |  |  |  |  |  |  |
|  |                                                       |  |  |  |  |  |  |  |  |  |  |  |  |  |  |  |
|  | 4. Friedrich I, Công tước xứ Schwaben                 |  |  |  |  |  |  |  |  |  |  |  |  |  |  |  |
|  |                                                       |  |  |  |  |  |  |  |  |  |  |  |  |  |  |  |
|  |                                                       |  |  |  |  |  |  |  |  |  |  |  |  |  |  |  |
|  | 18. Gerhard III, Bá tước xứ Egisheim-Dagsburg ?       |  |  |  |  |  |  |  |  |  |  |  |  |  |  |  |
|  |                                                       |  |  |  |  |  |  |  |  |  |  |  |  |  |  |  |
|  |                                                       |  |  |  |  |  |  |  |  |  |  |  |  |  |  |  |
|  | 9. Hildegard von Egisheim                             |  |  |  |  |  |  |  |  |  |  |  |  |  |  |  |
|  |                                                       |  |  |  |  |  |  |  |  |  |  |  |  |  |  |  |
|  |                                                       |  |  |  |  |  |  |  |  |  |  |  |  |  |  |  |
|  | 19. Hildegard von Schlettstadt ?                      |  |  |  |  |  |  |  |  |  |  |  |  |  |  |  |
|  |                                                       |  |  |  |  |  |  |  |  |  |  |  |  |  |  |  |
|  |                                                       |  |  |  |  |  |  |  |  |  |  |  |  |  |  |  |
|  | 2. Friedrich II, Công tước xứ Schwaben                |  |  |  |  |  |  |  |  |  |  |  |  |  |  |  |
|  |                                                       |  |  |  |  |  |  |  |  |  |  |  |  |  |  |  |
|  |                                                       |  |  |  |  |  |  |  |  |  |  |  |  |  |  |  |
|  | 20. Heinrich III, Hoàng đế La Mã Thần thánh           |  |  |  |  |  |  |  |  |  |  |  |  |  |  |  |
|  |                                                       |  |  |  |  |  |  |  |  |  |  |  |  |  |  |  |
|  |                                                       |  |  |  |  |  |  |  |  |  |  |  |  |  |  |  |
|  | 10. Heinrich IV, Hoàng đế La Mã Thần thánh            |  |  |  |  |  |  |  |  |  |  |  |  |  |  |  |
|  |                                                       |  |  |  |  |  |  |  |  |  |  |  |  |  |  |  |
|  |                                                       |  |  |  |  |  |  |  |  |  |  |  |  |  |  |  |
|  | 21. Agnes de Poitou                                   |  |  |  |  |  |  |  |  |  |  |  |  |  |  |  |
|  |                                                       |  |  |  |  |  |  |  |  |  |  |  |  |  |  |  |
|  |                                                       |  |  |  |  |  |  |  |  |  |  |  |  |  |  |  |
|  | 5. Agnes của Đức                                      |  |  |  |  |  |  |  |  |  |  |  |  |  |  |  |
|  |                                                       |  |  |  |  |  |  |  |  |  |  |  |  |  |  |  |
|  |                                                       |  |  |  |  |  |  |  |  |  |  |  |  |  |  |  |
|  | 22. Otto, Công tước xứ Savoie                         |  |  |  |  |  |  |  |  |  |  |  |  |  |  |  |
|  |                                                       |  |  |  |  |  |  |  |  |  |  |  |  |  |  |  |
|  |                                                       |  |  |  |  |  |  |  |  |  |  |  |  |  |  |  |
|  | 11. Bertha xứ Savoie                                  |  |  |  |  |  |  |  |  |  |  |  |  |  |  |  |
|  |                                                       |  |  |  |  |  |  |  |  |  |  |  |  |  |  |  |
|  |                                                       |  |  |  |  |  |  |  |  |  |  |  |  |  |  |  |
|  | 23. Adelaide xứ Susa                                  |  |  |  |  |  |  |  |  |  |  |  |  |  |  |  |
|  |                                                       |  |  |  |  |  |  |  |  |  |  |  |  |  |  |  |
|  |                                                       |  |  |  |  |  |  |  |  |  |  |  |  |  |  |  |
|  | 1. Friedrich I, Hoàng đế La Mã Thần thánh             |  |  |  |  |  |  |  |  |  |  |  |  |  |  |  |
|  |                                                       |  |  |  |  |  |  |  |  |  |  |  |  |  |  |  |
|  |                                                       |  |  |  |  |  |  |  |  |  |  |  |  |  |  |  |
|  | 24. Albert Azzo II, Bá tước xứ Milan                  |  |  |  |  |  |  |  |  |  |  |  |  |  |  |  |
|  |                                                       |  |  |  |  |  |  |  |  |  |  |  |  |  |  |  |
|  |                                                       |  |  |  |  |  |  |  |  |  |  |  |  |  |  |  |
|  | 12. Welf I, Công tước xứ Bayern                       |  |  |  |  |  |  |  |  |  |  |  |  |  |  |  |
|  |                                                       |  |  |  |  |  |  |  |  |  |  |  |  |  |  |  |
|  |                                                       |  |  |  |  |  |  |  |  |  |  |  |  |  |  |  |
|  | 25. Chuniza xứ Altdorf                                |  |  |  |  |  |  |  |  |  |  |  |  |  |  |  |
|  |                                                       |  |  |  |  |  |  |  |  |  |  |  |  |  |  |  |
|  |                                                       |  |  |  |  |  |  |  |  |  |  |  |  |  |  |  |
|  | 6. Heinrich IX, Công tước xứ Schwaben                 |  |  |  |  |  |  |  |  |  |  |  |  |  |  |  |
|  |                                                       |  |  |  |  |  |  |  |  |  |  |  |  |  |  |  |
|  |                                                       |  |  |  |  |  |  |  |  |  |  |  |  |  |  |  |
|  | 26. Baldwin IV, Bá tước xứ Flanders                   |  |  |  |  |  |  |  |  |  |  |  |  |  |  |  |
|  |                                                       |  |  |  |  |  |  |  |  |  |  |  |  |  |  |  |
|  |                                                       |  |  |  |  |  |  |  |  |  |  |  |  |  |  |  |
|  | 13. Judith xứ Flanders                                |  |  |  |  |  |  |  |  |  |  |  |  |  |  |  |
|  |                                                       |  |  |  |  |  |  |  |  |  |  |  |  |  |  |  |
|  |                                                       |  |  |  |  |  |  |  |  |  |  |  |  |  |  |  |
|  | 27. Eleanor xứ Normandy                               |  |  |  |  |  |  |  |  |  |  |  |  |  |  |  |
|  |                                                       |  |  |  |  |  |  |  |  |  |  |  |  |  |  |  |
|  |                                                       |  |  |  |  |  |  |  |  |  |  |  |  |  |  |  |
|  | 3. Judith xứ Bayern                                   |  |  |  |  |  |  |  |  |  |  |  |  |  |  |  |
|  |                                                       |  |  |  |  |  |  |  |  |  |  |  |  |  |  |  |
|  |                                                       |  |  |  |  |  |  |  |  |  |  |  |  |  |  |  |
|  | 28. Ordulf, Công tước xứ Sachsen                      |  |  |  |  |  |  |  |  |  |  |  |  |  |  |  |
|  |                                                       |  |  |  |  |  |  |  |  |  |  |  |  |  |  |  |
|  |                                                       |  |  |  |  |  |  |  |  |  |  |  |  |  |  |  |
|  | 14. Magnus, Công tước xứ Schwaben                     |  |  |  |  |  |  |  |  |  |  |  |  |  |  |  |
|  |                                                       |  |  |  |  |  |  |  |  |  |  |  |  |  |  |  |
|  |                                                       |  |  |  |  |  |  |  |  |  |  |  |  |  |  |  |
|  | 29. Wulfhild xứ Na Uy                                 |  |  |  |  |  |  |  |  |  |  |  |  |  |  |  |
|  |                                                       |  |  |  |  |  |  |  |  |  |  |  |  |  |  |  |
|  |                                                       |  |  |  |  |  |  |  |  |  |  |  |  |  |  |  |
|  | 7. Wulfhild xứ Sachsen                                |  |  |  |  |  |  |  |  |  |  |  |  |  |  |  |
|  |                                                       |  |  |  |  |  |  |  |  |  |  |  |  |  |  |  |
|  |                                                       |  |  |  |  |  |  |  |  |  |  |  |  |  |  |  |
|  | 30. Béla I của Hungary                                |  |  |  |  |  |  |  |  |  |  |  |  |  |  |  |
|  |                                                       |  |  |  |  |  |  |  |  |  |  |  |  |  |  |  |
|  |                                                       |  |  |  |  |  |  |  |  |  |  |  |  |  |  |  |
|  | 15. Sophia của Hungary                                |  |  |  |  |  |  |  |  |  |  |  |  |  |  |  |
|  |                                                       |  |  |  |  |  |  |  |  |  |  |  |  |  |  |  |
|  |                                                       |  |  |  |  |  |  |  |  |  |  |  |  |  |  |  |
|  | 31. Richeza của Ba Lan                                |  |  |  |  |  |  |  |  |  |  |  |  |  |  |  |
|  |                                                       |  |  |  |  |  |  |  |  |  |  |  |  |  |  |  |
|  |                                                       |  |  |  |  |  |  |  |  |  |  |  |  |  |  |  |